# اسمورف‌ها: دهکده گمشده
اسمورف‌ها:دهکده گمشده یک پویانمایی رایانه‌ای کمدی-ماجراجویی است که توسط سونی پیکچرز انیمیشن تولید شده‌است.
این پویانمایی بر پایه کمیک بلژیکی اسمورف‌ها ساخته پیو ایجاد شده‌است.